# فخر تايوان

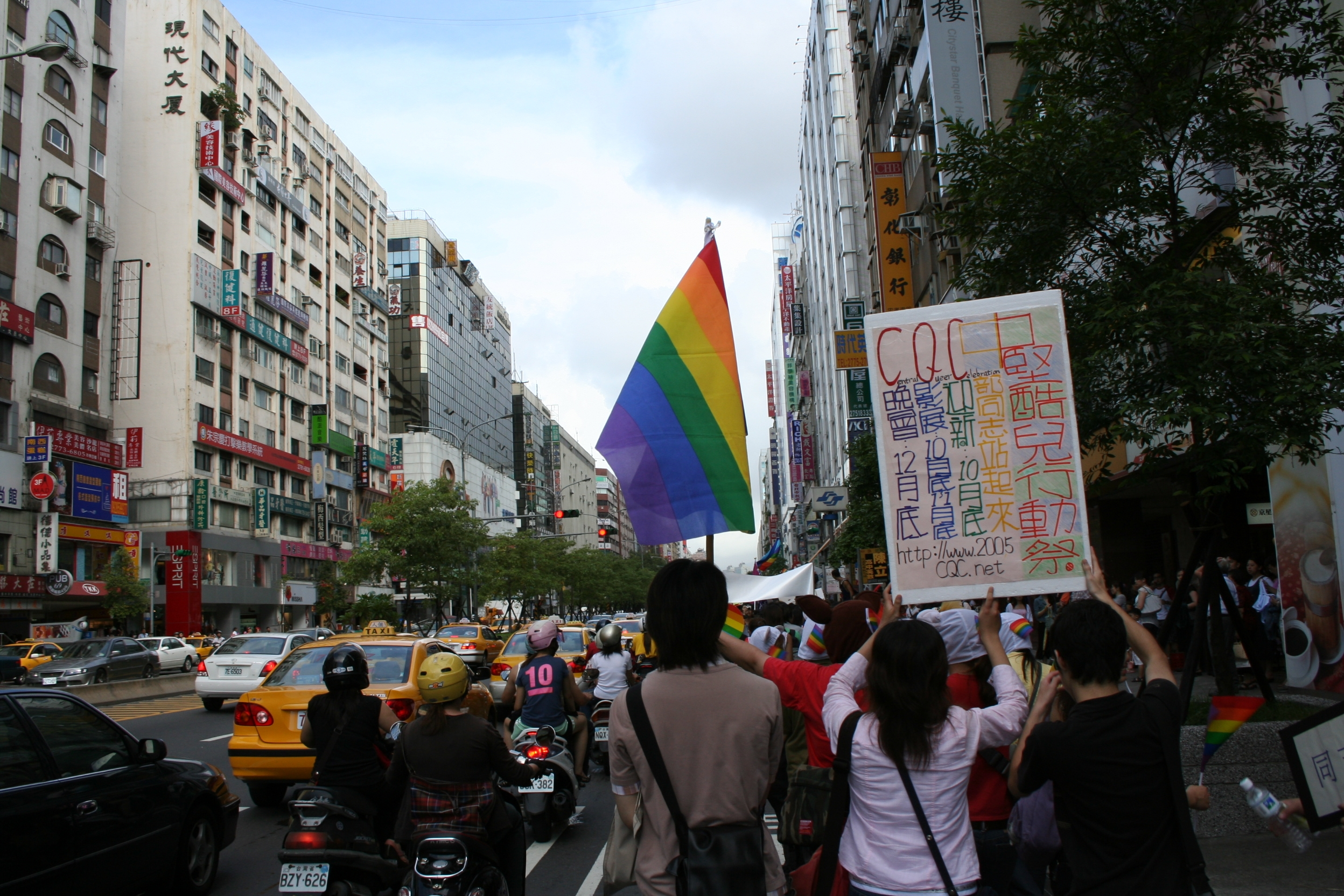
فخر تايوان عام 2005 في تايبيه. تحمل اللافتة: «الاحتفال الكويري المركزي» (وهو اسم مجموعة).

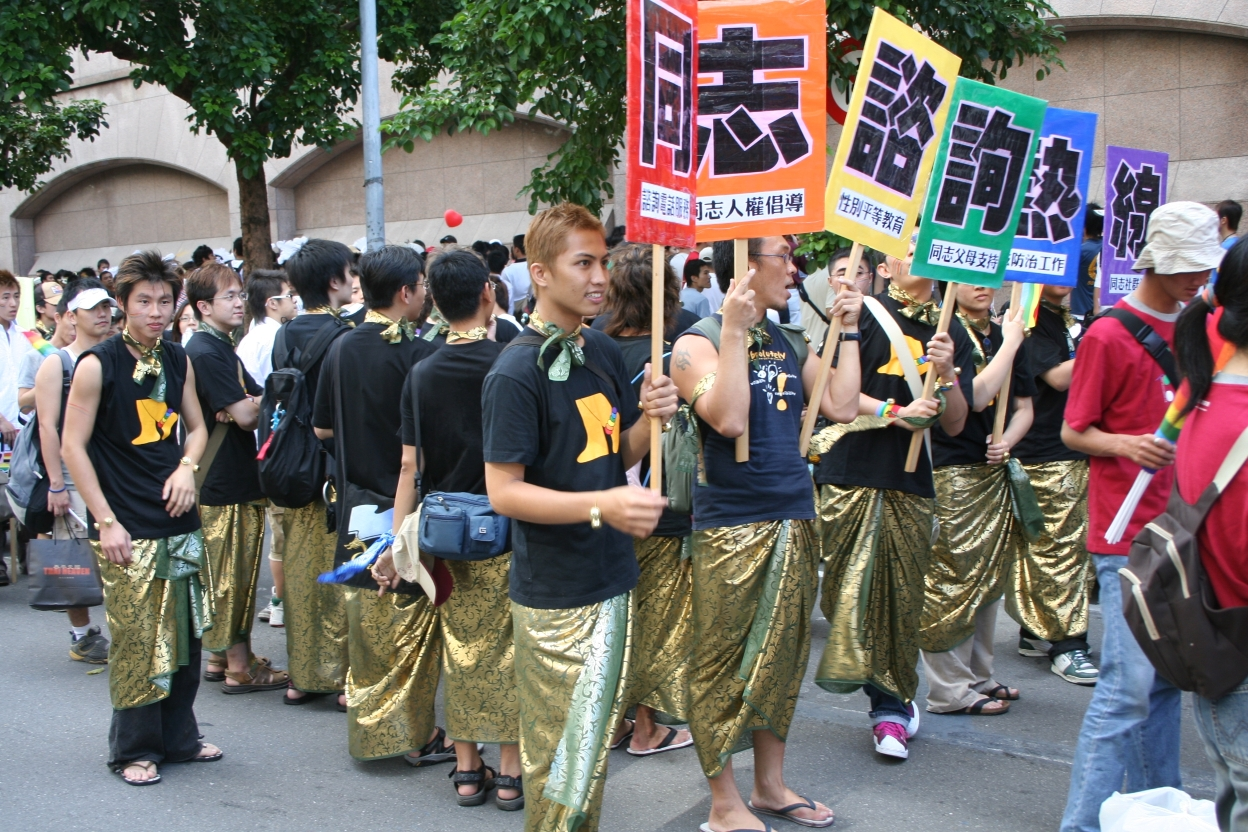
عاملون في رابطة الخط الساخن لرفيق تايوان يشاركون بمسيرة عام 2005 في العاصمة.

فخر تايوان (بالصينية: 台湾同志游行) هو مسيرة فخر للمثليين تعقد سنويا في تايوان (رسميا جمهورية الصين). عقدت أول مسيرة فخر في البلاد عام 2003. يشارك بالفعالية مجموعات من جميع أنحاء البلاد وتعقد في العاصمة تايبيه. حضر للمسيرة التي عقدت في شهر أكتوبر عام 2015 أكثر من 78,000 شخص ما جعلها أكبر مسيرة فخر للمثليين في شرق آسيا، وحلت بالمرتبة الثانية كأضخم مسيرة فخر في آسيا بعد مسيرة فخر تل أبيب بإسرائيل.

## تاريخ

### قبل 2003
أقيمت عدة مسيرات فخر صغيرة قبل البدء بعقد مسيرة فخر تايوان الرسمية. فمثلاً شارك 300 مثلي أعلنوا عن أنفسهم خلال مسيرة تحالف النساء الوطني عام 1996. وتظاهر بعض المثليين عام 2003 أمام وزارة الدفاع الوطني احتجاجاً على منع المثليين من أداء الخدمة العسكرية.

## وصلات خارجية
- (بالصينية) الموقع الرسمي، بالإنجليزية
- LGBT TAIWAN Official Website نسخة محفوظة 30 ديسمبر 2018 على موقع واي باك مشين.
- 2007 Rainbowpower parade album
- 2009 Taipei Pride Parade Photos